# Taleex
Taleex o Taleh (somali: Taleex) és una petita vila i centre administratiu de la regió de Sool, sota control de Puntland però reclamada per la República de Estat de Khaatumo que en va tenir el control anteriorment, fins al 1999. Representants de la regió de Sool són membres del parlament de Somaliland. La capital regional Las Anod fou recuperada per Somaliland l'1 d'octubre de 2007 però Taleh va romandre en mans de Puntland.
Taleex fou la darrera capital del Mad Mullah on es va establir el 1912. El 1918 es va traslladar a Mirash, però va tornar a Taleex el gener de 1920. Bombardejat per l'aviació va haver de fugir el 9 de febrer cap a Ogaden.
Fou ocupada per milícies dels majeerteen (de l'estat del Puntland) el 2004. L'estiu del 2007 les milícies majeerteen es van enfrontar al clan local Noor Ahmed dels dhulbahante. Les milícies majeerteen gaudeixen del suport del govern de Puntland contra els clans locals.